# Marnand (Frankrijk)
Marnand is een voormalige gemeente in het Franse departement Rhône in de regio Auvergne-Rhône-Alpes en telt 607 inwoners (2005).

## Geschiedenis
Op 1 januari 2013 fuseerde de gemeente met Bourg-de-Thizy, La Chapelle-de-Mardore, Mardore en Thizy tot de huidige gemeente Thizy-les-Bourgs.

## Geografie
De oppervlakte van Marnand bedraagt 8,8 km², de bevolkingsdichtheid is 69,0 inwoners per km².
De onderstaande kaart toont de ligging van Marnand (Frankrijk) met de belangrijkste infrastructuur en aangrenzende gemeenten.

## Demografie
Onderstaande figuur toont het verloop van het inwonertal (bron: INSEE-tellingen).